# Stenoschema longipenne
Stenoschema longipenne är en insektsart som beskrevs av Max Beier 1954. Stenoschema longipenne ingår i släktet Stenoschema och familjen vårtbitare. Inga underarter finns listade i Catalogue of Life.